# Иоаннисиани, Абгар Артемьевич
Абга́р Арте́мьевич Иоаннисиа́ни (арм. Աբգար Հովհաննիսյանի; 1849 — 1904) — армянский журналист, переводчик и публицист, общественный деятель.
Уроженец Тифлиса (ныне — Тбилиси), образование получил в Германии. Редактировал журнал «Порц» («Опыт», 1876—1881) и газету «Ардзаганк» («Эхо», арм. Արձագանք; 1882—1898). Им же было предпринято издание на немецком языке «Армянской библиотеки» (нем. Armenische Bibliothek; Лейпциг, 1886—1888, вышло по меньшей мере 9 книг), в которой публиковались переводы армянской литературы (а во втором выпуске — статьи Артура Лейста о ней). В «Сборнике сведений о Кавказе» (т. I) Иоаннисиани напечатал «Армянские пословицы».